# Saburo Shinosaki
Saburo Shinosaki, és un exfutbolista japonès.

## Selecció japonesa
Saburo Shinosaki va disputar 1 partit amb la selecció japonesa durant la dècada de 1940.